# Storselbodarna
Storselbodarna este o arie protejată (arie specială de conservare — SAC, sit de importanță comunitară — SCI) din Suedia întinsă pe o suprafață de 21,1 ha, integral pe uscat.

## Localizare
Centrul sitului Storselbodarna este situat la coordonatele 62°49′50″N 15°46′41″E / 62.8305°N 15.778°E.

## Înființare
Situl Storselbodarna a fost declarat sit de importanță comunitară în iulie 2000 pentru a proteja 1 specie de plante. Situl a fost protejat și ca arie specială de conservare în martie 2011.

## Biodiversitate
Situată în ecoregiunea boreală, aria protejată conține 2 habitate naturale: Taiga vestică, Mlaștini alcaline.
La baza desemnării sitului se află o specie protejată de  plante: Calypso bulbosa.